# Organizzazione internazionale della francofonia
L'Organisation internationale de la francophonie (OIF), conosciuta informalmente e più comunemente come la Francophonie (in italiano: Organizzazione internazionale della francofonia) è un'organizzazione internazionale rappresentante delle nazioni e le regioni dove la lingua francese è lingua madre o lingua abituale; e/o dove una proporzione significativa della popolazione è francofona; e/o dove c'è una notevole affiliazione con la cultura francese, storicamente di provenienza dell'impero francese.
L'organizzazione comprende 54 stati membri e governi, 7 membri associati e 27 osservatori.
Con il termine Francofonia ci si riferisce anche alla comunità globale di parlanti francesi.
L'organizzazione moderna è stata creata nel 1970. Il suo motto è: égalité, complémentarité, solidarité (uguaglianza, complementarità e solidarietà), una deliberata allusione al motto francese.
Nel 2018, è stata nominata alla Segreteria Generale dell'Organizzazione Louise Mushikiwabo, già Ministra degli Affari Esteri del Ruanda, in sostituzione della fuoriuscita Michaëlle Jean.

## Storia
L'Organizzazione internazionale della francofonia è stata creata il 20 marzo 1970 a Niamey. La sua struttura varia da stato a stato.

## Missioni
- Promuovere la lingua francese nel mondo
- Promuovere la pace, la democrazia e i diritti dell'uomo
- Aiutare l'educazione, la formazione e la ricerca
- Favorire la collaborazione e lo sviluppo.

## Membri

Membri della Francofonia in blu

### Africa
- Benin
- Burkina Faso
- Burundi
- Camerun
- Capo Verde
- Ciad
- Comore
- Costa d'Avorio
- Egitto
- Gabon
- Gibuti
- Guinea
- Guinea-Bissau
- Guinea Equatoriale
- Madagascar
- Mali
- Marocco
- Mauritania
- Mauritius
- Niger
- Repubblica Centrafricana
- Repubblica del Congo
- Repubblica Democratica del Congo
- Ruanda
- São Tomé e Príncipe
- Senegal
- Seychelles
- Togo
- Tunisia

### Europa
- Albania
- Andorra
- Belgio
- Comunità francofona del Belgio
- Bulgaria
- Francia
- Grecia
- Lussemburgo
- Macedonia del Nord
- Moldavia
- Principato di Monaco
- Romania
- Svizzera

### Americhe
- Canada
- Nuovo Brunswick
- Québec
- Dominica
- Haiti
- Saint Lucia
- Luisiana

### Asia
- Armenia
- Cambogia
- Laos
- Libano
- Vietnam

### Oceania
- Vanuatu